# Cloud Pond
Der Cloud Pond (englisch für Wolkentümpel) ist ein Tümpel auf Bird Island im Archipel Südgeorgiens im Südatlantik. Er liegt nordwestlich des Stejneger Peak zwischen der Top Meadow und der Bottom Meadow.
Das UK Antarctic Place-Names Committee benannte ihn 2012.